# E3 Saxo Bank Classic 2022
E3 Saxo Bank Classic 2022 var den 64. udgave af det belgiske cykelløb E3 Saxo Bank Classic. Det over 200 km lange kuperede linjeløb blev kørt den 25. marts 2022 med start og mål i Harelbeke i Vestflandern. Løbet var det niende arrangement på UCI World Tour 2022. Løbet blev vundet belgiske Wout van Aert fra Team Jumbo-Visma, efter en duo-sejr med holdkammeraten Christophe Laporte.

## Resultat
| \| Samlede stilling \| Samlede stilling \| Samlede stilling \| Samlede stilling \| Samlede stilling \| \| Rytter \| Rytter \| Hold \| Tid \| \| \| ---------------- \| ------------------ \| ---------------------------------- \| ---------------- \| ---------------- \| \| 1. \| Wout van Aert \| Jumbo-Visma \| 4t 38' 04" \| \| \| 2. \| Christophe Laporte \| Jumbo-Visma \| + 0" \| \| \| 3. \| Stefan Küng \| Groupama-FDJ \| + 1' 35" \| \| \| 4. \| Matej Mohorič \| Bahrain Victorious \| + 1' 36" \| \| \| 5. \| Biniam Girmay \| Intermarché-Wanty-Gobert Matériaux \| + 1' 36" \| \| \| 6. \| Jhonatan Narváez \| Ineos Grenadiers \| + 1' 36" \| \| \| 7. \| Valentin Madouas \| Groupama-FDJ \| + 1' 36" \| \| \| 8. \| Dylan van Baarle \| Ineos Grenadiers \| + 1' 36" \| \| \| 9. \| Tiesj Benoot \| Jumbo-Visma \| + 1' 36" \| \| \| 10. \| Kasper Asgreen \| Quick-Step Alpha Vinyl \| + 1' 36" \| \| |                    |                                    |            |
| |                    |                                    |            |
| Kilde: ProCyclingStats |                    |                                    |            |
| Samlede stilling |                    |                                    |            |
| Rytter | Rytter             | Hold                               | Tid        |
| 1. | Wout van Aert      | Jumbo-Visma                        | 4t 38' 04" |
| 2. | Christophe Laporte | Jumbo-Visma                        | + 0"       |
| 3. | Stefan Küng        | Groupama-FDJ                       | + 1' 35"   |
| 4. | Matej Mohorič      | Bahrain Victorious                 | + 1' 36"   |
| 5. | Biniam Girmay      | Intermarché-Wanty-Gobert Matériaux | + 1' 36"   |
| 6. | Jhonatan Narváez   | Ineos Grenadiers                   | + 1' 36"   |
| 7. | Valentin Madouas   | Groupama-FDJ                       | + 1' 36"   |
| 8. | Dylan van Baarle   | Ineos Grenadiers                   | + 1' 36"   |
| 9. | Tiesj Benoot       | Jumbo-Visma                        | + 1' 36"   |
| 10. | Kasper Asgreen     | Quick-Step Alpha Vinyl             | + 1' 36"   |

## Hold og ryttere
| UCI WorldTeams (18)- AG2R Citroën Team - Astana Qazaqstan Team - Bahrain Victorious - Bora-Hansgrohe - Cofidis - EF Education-EasyPost - Groupama-FDJ - Ineos Grenadiers - Intermarché-Wanty-Gobert Matériaux - Israel-Premier Tech - Jumbo-Visma - Lotto-Soudal - Movistar Team - Quick-Step Alpha Vinyl - BikeExchange-Jayco - Team DSM - Trek-Segafredo - UAE Team Emirates UCI ProTeams (7)- Alpecin-Fenix - Bardiani-CSF-Faizanè - Bingoal Pauwels Sauces WB - Sport Vlaanderen-Baloise - TotalEnergies - B&B Hotels-KTM - Uno-X Pro Cycling Team |
| |

### Danske ryttere
| Danske ryttere på startlisten |                       |                        |           |
| Rygnummer                     | Rytter                | Hold                   | Placering |
| 1                             | Kasper Asgreen        | Quick-Step Alpha Vinyl | 10        |
| 3                             | Mikkel Frølich Honoré | Quick-Step Alpha Vinyl | DNS       |
| 94                            | Michael Valgren       | EF Education-EasyPost  | 20        |
| 135                           | Mathias Norsgaard     | Movistar Team          | 71        |
| 155                           | Søren Kragh Andersen  | Team DSM               | DNF       |
| 163                           | Mads Pedersen         | Trek-Segafredo         | 24        |
| 173                           | Mikkel Bjerg          | UAE Team Emirates      | 43        |
| 241                           | Lasse Norman Hansen   | Uno-X Pro Cycling Team | 70        |
| 243                           | Niklas Larsen         | Uno-X Pro Cycling Team | DNF       |

* DNF = gennemførte ikke

* DNS = stillede ikke til start

### Startliste
| Quick-Step Alpha Vinyl QST | Quick-Step Alpha Vinyl QST | Quick-Step Alpha Vinyl QST |
| -------------------------- | -------------------------- | -------------------------- |
| Nr.                        | Rytter                     | Placering                  |
| 1                          | Kasper Asgreen (DEN)       | 10.                        |
| 2                          | Davide Ballerini (ITA)     | 53.                        |
| 3                          | Mikkel Honoré (DEN)        | DNS                        |
| 4                          | Stijn Steels (BEL)         | DNF                        |
| 5                          | Florian Sénéchal (FRA)     | 57.                        |
| 6                          | Zdeněk Štybar (CZE)        | 54.                        |
| 7                          | Jannik Steimle (GER)       | 58.                        |

| Jumbo-Visma TJV | Jumbo-Visma TJV                | Jumbo-Visma TJV |
| --------------- | ------------------------------ | --------------- |
| Nr.             | Rytter                         | Placering       |
| 11              | Wout van Aert (BEL) (landevej) | 1.              |
| 12              | Tiesj Benoot (BEL)             | 9.              |
| 13              | Edoardo Affini (ITA)           | DNF             |
| 14              | Mike Teunissen (NED)           | 12.             |
| 15              | Tosh Van der Sande (BEL)       | DNF             |
| 16              | Christophe Laporte (FRA)       | 2.              |
| 17              | Nathan Van Hooydonck (BEL)     | 18.             |

| Lotto-Soudal LTS | Lotto-Soudal LTS          | Lotto-Soudal LTS |
| ---------------- | ------------------------- | ---------------- |
| Nr.              | Rytter                    | Placering        |
| 21               | Victor Campenaerts (BEL)  | DNF              |
| 22               | Cedric Beullens (BEL)     | 28.              |
| 23               | Michael Schwarzmann (GER) | DNF              |
| 24               | Rüdiger Selig (GER)       | DNF              |
| 25               | Frederik Frison (BEL)     | DNF              |
| 26               | Brent Van Moer (BEL)      | 66.              |
| 27               | Sébastien Grignard (BEL)  | 75.              |

| Intermarché-Wanty-Gobert Matériaux IWG | Intermarché-Wanty-Gobert Matériaux IWG | Intermarché-Wanty-Gobert Matériaux IWG |
| -------------------------------------- | -------------------------------------- | -------------------------------------- |
| Nr.                                    | Rytter                                 | Placering                              |
| 31                                     | Hugo Page (FRA)                        | 90.                                    |
| 32                                     | Adrien Petit (FRA)                     | DNF                                    |
| 33                                     | Aimé De Gendt (BEL)                    | 77.                                    |
| 34                                     | Biniam Girmay (ERI)                    | 5.                                     |
| 35                                     | Andrea Pasqualon (ITA)                 | 31.                                    |
| 36                                     | Kevin Van Melsen (BEL)                 | 89.                                    |
| 37                                     | Barnabás Peák (HUN)                    | 33.                                    |

| AG2R Citroën Team ACT | AG2R Citroën Team ACT   | AG2R Citroën Team ACT |
| --------------------- | ----------------------- | --------------------- |
| Nr.                   | Rytter                  | Placering             |
| 41                    | Greg Van Avermaet (BEL) | 42.                   |
| 42                    | Oliver Naesen (BEL)     | 21.                   |
| 43                    | Bob Jungels (LUX)       | 65.                   |
| 44                    | Stan Dewulf (BEL)       | 67.                   |
| 45                    | Antoine Raugel (FRA)    | DNF                   |
| 46                    | Michael Schär (SUI)     | 69.                   |
| 47                    | Damien Touzé (FRA)      | 35.                   |

| Astana Qazaqstan Team AST | Astana Qazaqstan Team AST | Astana Qazaqstan Team AST |
| ------------------------- | ------------------------- | ------------------------- |
| Nr.                       | Rytter                    | Placering                 |
| 51                        | Gianni Moscon (ITA)       | DNF                       |
| 52                        | Leonardo Basso (ITA)      | 105.                      |
| 53                        | Manuele Boaro (ITA)       | DNF                       |
| 54                        | Michele Gazzoli (ITA)     | 76.                       |
| 55                        | Davide Martinelli (ITA)   | DNF                       |
| 56                        | Fabio Felline (ITA)       | 45.                       |
| 57                        | Artjom Zakharov (KAZ)     | 86.                       |

| Bahrain Victorious TBV | Bahrain Victorious TBV         | Bahrain Victorious TBV |
| ---------------------- | ------------------------------ | ---------------------- |
| Nr.                    | Rytter                         | Placering              |
| 61                     | Matej Mohorič (SLO) (landevej) | 4.                     |
| 62                     | Heinrich Haussler (AUS)        | 25.                    |
| 63                     | Filip Maciejuk (POL)           | DNF                    |
| 64                     | Jonathan Milan (ITA)           | DNF                    |
| 65                     | Kamil Gradek (POL)             | DNF                    |
| 66                     | Fred Wright (GBR)              | 51.                    |
| 67                     | Yukiya Arashiro (JPN)          | 97.                    |

| Bora-Hansgrohe BOH | Bora-Hansgrohe BOH           | Bora-Hansgrohe BOH |
| ------------------ | ---------------------------- | ------------------ |
| Nr.                | Rytter                       | Placering          |
| 71                 | Nils Politt (GER)            | 72.                |
| 72                 | Danny van Poppel (NED)       | DNF                |
| 73                 | Marco Haller (AUT)           | 17.                |
| 74                 | Jonas Koch (GER)             | DNF                |
| 75                 | Jordi Meeus (BEL)            | DNF                |
| 76                 | Ryan Mullen (IRL) (landevej) | 85.                |
| 77                 | Lukas Pöstlberger (AUT)      | 88.                |

| Cofidis COF | Cofidis COF             | Cofidis COF |
| ----------- | ----------------------- | ----------- |
| Nr.         | Rytter                  | Placering   |
| 81          | Piet Allegaert (BEL)    | 101.        |
| 82          | Tom Bohli (SUI)         | DNF         |
| 83          | André Carvalho (POR)    | 102.        |
| 84          | Wesley Kreder (NED)     | 109.        |
| 85          | Simone Consonni (ITA)   | DNF         |
| 86          | Kenneth Vanbilsen (BEL) | DNF         |
| 87          | Jelle Wallays (BEL)     | DNF         |

| EF Education-EasyPost EFE | EF Education-EasyPost EFE | EF Education-EasyPost EFE |
| ------------------------- | ------------------------- | ------------------------- |
| Nr.                       | Rytter                    | Placering                 |
| 91                        | Stefan Bissegger (SUI)    | 111.                      |
| 92                        | Owain Doull (GBR)         | DNF                       |
| 93                        | Ben Healy (IRL)           | 84.                       |
| 94                        | Michael Valgren (DEN)     | 20.                       |
| 95                        | Sebastian Langeveld (NED) | 64.                       |
| 96                        | Marijn van den Berg (NED) | 81.                       |
| 97                        | Łukasz Wiśniowski (POL)   | DNF                       |

| Groupama-FDJ GFC | Groupama-FDJ GFC               | Groupama-FDJ GFC |
| ---------------- | ------------------------------ | ---------------- |
| Nr.              | Rytter                         | Placering        |
| 101              | Lewis Askey (GBR)              | 73.              |
| 102              | Kevin Geniets (LUX) (landevej) | DNF              |
| 103              | Stefan Küng (SUI)              | 3.               |
| 104              | Olivier Le Gac (FRA)           | 23.              |
| 105              | Fabian Lienhard (SUI)          | 37.              |
| 106              | Tobias Ludvigsson (SWE)        | 36.              |
| 107              | Valentin Madouas (FRA)         | 7.               |

| Ineos Grenadiers IGD | Ineos Grenadiers IGD       | Ineos Grenadiers IGD |
| -------------------- | -------------------------- | -------------------- |
| Nr.                  | Rytter                     | Placering            |
| 111                  | Jhonatan Narváez (ECU)     | 6.                   |
| 112                  | Luke Rowe (GBR)            | 78.                  |
| 113                  | Ben Swift (GBR) (landevej) | 106.                 |
| 114                  | Ben Turner (GBR)           | 27.                  |
| 115                  | Dylan van Baarle (NED)     | 8.                   |
| 116                  | Magnus Sheffield (USA)     | 79.                  |
| 117                  | Kim Heiduk (GER)           | DNF                  |

| Israel-Premier Tech IPT | Israel-Premier Tech IPT | Israel-Premier Tech IPT |
| ----------------------- | ----------------------- | ----------------------- |
| Nr.                     | Rytter                  | Placering               |
| 121                     | Sep Vanmarcke (BEL)     | DNF                     |
| 122                     | Matthias Brändle (AUT)  | DNF                     |
| 123                     | Hugo Houle (CAN)        | 44.                     |
| 124                     | Taj Jones (AUS)         | DNF                     |
| 125                     | Guy Sagiv (ISR)         | DNF                     |
| 126                     | Tom Van Asbroeck (BEL)  | 62.                     |
| 127                     | Jenthe Biermans (BEL)   | 38.                     |

| Movistar Team MOV | Movistar Team MOV         | Movistar Team MOV |
| ----------------- | ------------------------- | ----------------- |
| Nr.               | Rytter                    | Placering         |
| 131               | Alex Aranburu (ESP)       | 30.               |
| 132               | Iñigo Elosegui (ESP)      | 61.               |
| 133               | Imanol Erviti (ESP)       | 99.               |
| 134               | Iván García Cortina (ESP) | 16.               |
| 135               | Mathias Norsgaard (DEN)   | 71.               |
| 136               | Johan Jacobs (SUI)        | 104.              |
| 137               | Lluís Mas (ESP)           | 46.               |

| BikeExchange-Jayco BEX | BikeExchange-Jayco BEX    | BikeExchange-Jayco BEX |
| ---------------------- | ------------------------- | ---------------------- |
| Nr.                    | Rytter                    | Placering              |
| 141                    | Luke Durbridge (AUS)      | 95.                    |
| 142                    | Lawson Craddock (USA)     | DNS                    |
| 143                    | Luka Mezgec (SLO)         | 63.                    |
| 144                    | Alexander Edmondson (AUS) | 26.                    |
| 145                    | Alexander Konysjev (ITA)  | 110.                   |
| 146                    | Kelland O'Brien (AUS)     | DNF                    |
| 147                    | Campbell Stewart (NZL)    | DNF                    |

| Team DSM DSM | Team DSM DSM               | Team DSM DSM |
| ------------ | -------------------------- | ------------ |
| Nr.          | Rytter                     | Placering    |
| 151          | John Degenkolb (GER)       | 32.          |
| 152          | Niklas Märkl (GER)         | 93.          |
| 153          | Nikias Arndt (GER)         | 47.          |
| 154          | Leon Heinschke (GER)       | DNF          |
| 155          | Søren Kragh Andersen (DEN) | DNF          |
| 156          | Joris Nieuwenhuis (NED)    | 22.          |
| 157          | Kevin Vermaerke (USA)      | DNF          |

| Trek-Segafredo TFS | Trek-Segafredo TFS   | Trek-Segafredo TFS |
| ------------------ | -------------------- | ------------------ |
| Nr.                | Rytter               | Placering          |
| 161                | Jasper Stuyven (BEL) | 15.                |
| 162                | Edward Theuns (BEL)  | 59.                |
| 163                | Mads Pedersen (DEN)  | 24.                |
| 164                | Quinn Simmons (USA)  | DNF                |
| 165                | Alex Kirsch (LUX)    | 55.                |
| 166                | Daan Hoole (NED)     | DNF                |
| 167                | Otto Vergaerde (BEL) | 60.                |

| UAE Team Emirates UAD | UAE Team Emirates UAD      | UAE Team Emirates UAD |
| --------------------- | -------------------------- | --------------------- |
| Nr.                   | Rytter                     | Placering             |
| 171                   | Pascal Ackermann (GER)     | DNF                   |
| 172                   | Rui Oliveira (POR)         | 49.                   |
| 173                   | Mikkel Bjerg (DEN)         | 43.                   |
| 174                   | Alexys Brunel (FRA)        | DNF                   |
| 175                   | Felix Groß (GER)           | DNF                   |
| 176                   | Oliviero Troia (ITA)       | DNF                   |
| 177                   | Vegard Stake Laengen (NOR) | 100.                  |

| Alpecin-Fenix AFC | Alpecin-Fenix AFC               | Alpecin-Fenix AFC |
| ----------------- | ------------------------------- | ----------------- |
| Nr.               | Rytter                          | Placering         |
| 181               | Dries De Bondt (BEL)            | 19.               |
| 182               | Silvan Dillier (SUI) (landevej) | 50.               |
| 183               | Michael Gogl (AUT)              | 14.               |
| 184               | Gianni Vermeersch (BEL)         | 29.               |
| 185               | Tobias Bayer (AUT)              | DNF               |
| 186               | Scott Thwaites (GBR)            | 96.               |
| 187               | Edward Planckaert (BEL)         | DNF               |

| TotalEnergies TEN | TotalEnergies TEN            | TotalEnergies TEN |
| ----------------- | ---------------------------- | ----------------- |
| Nr.               | Rytter                       | Placering         |
| 191               | Peter Sagan (SVK) (landevej) | 68.               |
| 192               | Maciej Bodnar (POL)          | DNF               |
| 193               | Daniel Oss (ITA)             | 39.               |
| 194               | Edvald Boasson Hagen (NOR)   | DNF               |
| 195               | Niki Terpstra (NED)          | DNF               |
| 196               | Anthony Turgis (FRA)         | 13.               |
| 197               | Dries Van Gestel (BEL)       | 56.               |

| B&B Hotels-KTM BBK | B&B Hotels-KTM BBK     | B&B Hotels-KTM BBK |
| ------------------ | ---------------------- | ------------------ |
| Nr.                | Rytter                 | Placering          |
| 201                | Jens Debusschere (BEL) | DNF                |
| 202                | Alexis Gougeard (FRA)  | DNF                |
| 203                | Quentin Jauregui (FRA) | 87.                |
| 204                | Victor Koretzky (FRA)  | 41.                |
| 205                | Julien Morice (FRA)    | DNF                |
| 206                | Cyril Lemoine (FRA)    | DNF                |
| 207                | Jordi Warlop (BEL)     | DNF                |

| Bardiani CSF Faizanè BCF | Bardiani CSF Faizanè BCF | Bardiani CSF Faizanè BCF |
| ------------------------ | ------------------------ | ------------------------ |
| Nr.                      | Rytter                   | Placering                |
| 211                      | Luca Colnaghi (ITA)      | DNF                      |
| 212                      | Filippo Fiorelli (ITA)   | DNF                      |
| 213                      | Enrico Battaglin (ITA)   | DNF                      |
| 214                      | Sacha Modolo (ITA)       | DNF                      |
| 215                      | Alessandro Tonelli (ITA) | 98.                      |
| 216                      | Enrico Zanoncello (ITA)  | DNF                      |
| 217                      | Davide Gabburo (ITA)     | 82.                      |

| Bingoal Pauwels Sauces WB BWB | Bingoal Pauwels Sauces WB BWB | Bingoal Pauwels Sauces WB BWB |
| ----------------------------- | ----------------------------- | ----------------------------- |
| Nr.                           | Rytter                        | Placering                     |
| 221                           | Karl Patrick Lauk (EST)       | DNF                           |
| 222                           | Mathijs Paasschens (NED)      | 108.                          |
| 223                           | Arjen Livyns (BEL)            | 34.                           |
| 224                           | Dimitri Peyskens (BEL)        | 83.                           |
| 225                           | Ludovic Robeet (BEL)          | DNF                           |
| 226                           | Laurenz Rex (BEL)             | 103.                          |
| 227                           | Tom Wirtgen (LUX)             | 74.                           |

| Sport Vlaanderen-Baloise SVB | Sport Vlaanderen-Baloise SVB | Sport Vlaanderen-Baloise SVB |
| ---------------------------- | ---------------------------- | ---------------------------- |
| Nr.                          | Rytter                       | Placering                    |
| 231                          | Jenno Berckmoes (BEL)        | DNF                          |
| 232                          | Sander De Pestel (BEL)       | DNF                          |
| 233                          | Lindsay De Vylder (BEL)      | 40.                          |
| 234                          | Julian Mertens (BEL)         | 52.                          |
| 235                          | Aaron Van Poucke (BEL)       | 94.                          |
| 236                          | Ward Vanhoof (BEL)           | 107.                         |
| 237                          | Aaron Verwilst (BEL)         | 91.                          |

| Uno-X Pro Cycling Team UXT | Uno-X Pro Cycling Team UXT   | Uno-X Pro Cycling Team UXT |
| -------------------------- | ---------------------------- | -------------------------- |
| Nr.                        | Rytter                       | Placering                  |
| 241                        | Lasse Norman Leth (DEN)      | 70.                        |
| 242                        | Erik Nordsæter Resell (NOR)  | 48.                        |
| 243                        | Niklas Larsen (DEN)          | DNF                        |
| 244                        | Lars Saugstad (NOR)          | DNF                        |
| 245                        | Anders Skaarseth (NOR)       | 80.                        |
| 246                        | Rasmus Tiller (NOR)          | 11.                        |
| 247                        | Martin Bugge Urianstad (NOR) | 92.                        |

| Quick-Step Alpha Vinyl QST | Quick-Step Alpha Vinyl QST | Quick-Step Alpha Vinyl QST |
| -------------------------- | -------------------------- | -------------------------- |
| Nr.                        | Rytter                     | Placering                  |
| 1                          | Kasper Asgreen (DEN)       | 10.                        |
| 2                          | Davide Ballerini (ITA)     | 53.                        |
| 3                          | Mikkel Honoré (DEN)        | DNS                        |
| 4                          | Stijn Steels (BEL)         | DNF                        |
| 5                          | Florian Sénéchal (FRA)     | 57.                        |
| 6                          | Zdeněk Štybar (CZE)        | 54.                        |
| 7                          | Jannik Steimle (GER)       | 58.                        |

| Jumbo-Visma TJV | Jumbo-Visma TJV                | Jumbo-Visma TJV |
| --------------- | ------------------------------ | --------------- |
| Nr.             | Rytter                         | Placering       |
| 11              | Wout van Aert (BEL) (landevej) | 1.              |
| 12              | Tiesj Benoot (BEL)             | 9.              |
| 13              | Edoardo Affini (ITA)           | DNF             |
| 14              | Mike Teunissen (NED)           | 12.             |
| 15              | Tosh Van der Sande (BEL)       | DNF             |
| 16              | Christophe Laporte (FRA)       | 2.              |
| 17              | Nathan Van Hooydonck (BEL)     | 18.             |

| Lotto-Soudal LTS | Lotto-Soudal LTS          | Lotto-Soudal LTS |
| ---------------- | ------------------------- | ---------------- |
| Nr.              | Rytter                    | Placering        |
| 21               | Victor Campenaerts (BEL)  | DNF              |
| 22               | Cedric Beullens (BEL)     | 28.              |
| 23               | Michael Schwarzmann (GER) | DNF              |
| 24               | Rüdiger Selig (GER)       | DNF              |
| 25               | Frederik Frison (BEL)     | DNF              |
| 26               | Brent Van Moer (BEL)      | 66.              |
| 27               | Sébastien Grignard (BEL)  | 75.              |

| Intermarché-Wanty-Gobert Matériaux IWG | Intermarché-Wanty-Gobert Matériaux IWG | Intermarché-Wanty-Gobert Matériaux IWG |
| -------------------------------------- | -------------------------------------- | -------------------------------------- |
| Nr.                                    | Rytter                                 | Placering                              |
| 31                                     | Hugo Page (FRA)                        | 90.                                    |
| 32                                     | Adrien Petit (FRA)                     | DNF                                    |
| 33                                     | Aimé De Gendt (BEL)                    | 77.                                    |
| 34                                     | Biniam Girmay (ERI)                    | 5.                                     |
| 35                                     | Andrea Pasqualon (ITA)                 | 31.                                    |
| 36                                     | Kevin Van Melsen (BEL)                 | 89.                                    |
| 37                                     | Barnabás Peák (HUN)                    | 33.                                    |

| AG2R Citroën Team ACT | AG2R Citroën Team ACT   | AG2R Citroën Team ACT |
| --------------------- | ----------------------- | --------------------- |
| Nr.                   | Rytter                  | Placering             |
| 41                    | Greg Van Avermaet (BEL) | 42.                   |
| 42                    | Oliver Naesen (BEL)     | 21.                   |
| 43                    | Bob Jungels (LUX)       | 65.                   |
| 44                    | Stan Dewulf (BEL)       | 67.                   |
| 45                    | Antoine Raugel (FRA)    | DNF                   |
| 46                    | Michael Schär (SUI)     | 69.                   |
| 47                    | Damien Touzé (FRA)      | 35.                   |

| Astana Qazaqstan Team AST | Astana Qazaqstan Team AST | Astana Qazaqstan Team AST |
| ------------------------- | ------------------------- | ------------------------- |
| Nr.                       | Rytter                    | Placering                 |
| 51                        | Gianni Moscon (ITA)       | DNF                       |
| 52                        | Leonardo Basso (ITA)      | 105.                      |
| 53                        | Manuele Boaro (ITA)       | DNF                       |
| 54                        | Michele Gazzoli (ITA)     | 76.                       |
| 55                        | Davide Martinelli (ITA)   | DNF                       |
| 56                        | Fabio Felline (ITA)       | 45.                       |
| 57                        | Artjom Zakharov (KAZ)     | 86.                       |

| Bahrain Victorious TBV | Bahrain Victorious TBV         | Bahrain Victorious TBV |
| ---------------------- | ------------------------------ | ---------------------- |
| Nr.                    | Rytter                         | Placering              |
| 61                     | Matej Mohorič (SLO) (landevej) | 4.                     |
| 62                     | Heinrich Haussler (AUS)        | 25.                    |
| 63                     | Filip Maciejuk (POL)           | DNF                    |
| 64                     | Jonathan Milan (ITA)           | DNF                    |
| 65                     | Kamil Gradek (POL)             | DNF                    |
| 66                     | Fred Wright (GBR)              | 51.                    |
| 67                     | Yukiya Arashiro (JPN)          | 97.                    |

| Bora-Hansgrohe BOH | Bora-Hansgrohe BOH           | Bora-Hansgrohe BOH |
| ------------------ | ---------------------------- | ------------------ |
| Nr.                | Rytter                       | Placering          |
| 71                 | Nils Politt (GER)            | 72.                |
| 72                 | Danny van Poppel (NED)       | DNF                |
| 73                 | Marco Haller (AUT)           | 17.                |
| 74                 | Jonas Koch (GER)             | DNF                |
| 75                 | Jordi Meeus (BEL)            | DNF                |
| 76                 | Ryan Mullen (IRL) (landevej) | 85.                |
| 77                 | Lukas Pöstlberger (AUT)      | 88.                |

| Cofidis COF | Cofidis COF             | Cofidis COF |
| ----------- | ----------------------- | ----------- |
| Nr.         | Rytter                  | Placering   |
| 81          | Piet Allegaert (BEL)    | 101.        |
| 82          | Tom Bohli (SUI)         | DNF         |
| 83          | André Carvalho (POR)    | 102.        |
| 84          | Wesley Kreder (NED)     | 109.        |
| 85          | Simone Consonni (ITA)   | DNF         |
| 86          | Kenneth Vanbilsen (BEL) | DNF         |
| 87          | Jelle Wallays (BEL)     | DNF         |

| EF Education-EasyPost EFE | EF Education-EasyPost EFE | EF Education-EasyPost EFE |
| ------------------------- | ------------------------- | ------------------------- |
| Nr.                       | Rytter                    | Placering                 |
| 91                        | Stefan Bissegger (SUI)    | 111.                      |
| 92                        | Owain Doull (GBR)         | DNF                       |
| 93                        | Ben Healy (IRL)           | 84.                       |
| 94                        | Michael Valgren (DEN)     | 20.                       |
| 95                        | Sebastian Langeveld (NED) | 64.                       |
| 96                        | Marijn van den Berg (NED) | 81.                       |
| 97                        | Łukasz Wiśniowski (POL)   | DNF                       |

| Groupama-FDJ GFC | Groupama-FDJ GFC               | Groupama-FDJ GFC |
| ---------------- | ------------------------------ | ---------------- |
| Nr.              | Rytter                         | Placering        |
| 101              | Lewis Askey (GBR)              | 73.              |
| 102              | Kevin Geniets (LUX) (landevej) | DNF              |
| 103              | Stefan Küng (SUI)              | 3.               |
| 104              | Olivier Le Gac (FRA)           | 23.              |
| 105              | Fabian Lienhard (SUI)          | 37.              |
| 106              | Tobias Ludvigsson (SWE)        | 36.              |
| 107              | Valentin Madouas (FRA)         | 7.               |

| Ineos Grenadiers IGD | Ineos Grenadiers IGD       | Ineos Grenadiers IGD |
| -------------------- | -------------------------- | -------------------- |
| Nr.                  | Rytter                     | Placering            |
| 111                  | Jhonatan Narváez (ECU)     | 6.                   |
| 112                  | Luke Rowe (GBR)            | 78.                  |
| 113                  | Ben Swift (GBR) (landevej) | 106.                 |
| 114                  | Ben Turner (GBR)           | 27.                  |
| 115                  | Dylan van Baarle (NED)     | 8.                   |
| 116                  | Magnus Sheffield (USA)     | 79.                  |
| 117                  | Kim Heiduk (GER)           | DNF                  |

| Israel-Premier Tech IPT | Israel-Premier Tech IPT | Israel-Premier Tech IPT |
| ----------------------- | ----------------------- | ----------------------- |
| Nr.                     | Rytter                  | Placering               |
| 121                     | Sep Vanmarcke (BEL)     | DNF                     |
| 122                     | Matthias Brändle (AUT)  | DNF                     |
| 123                     | Hugo Houle (CAN)        | 44.                     |
| 124                     | Taj Jones (AUS)         | DNF                     |
| 125                     | Guy Sagiv (ISR)         | DNF                     |
| 126                     | Tom Van Asbroeck (BEL)  | 62.                     |
| 127                     | Jenthe Biermans (BEL)   | 38.                     |

| Movistar Team MOV | Movistar Team MOV         | Movistar Team MOV |
| ----------------- | ------------------------- | ----------------- |
| Nr.               | Rytter                    | Placering         |
| 131               | Alex Aranburu (ESP)       | 30.               |
| 132               | Iñigo Elosegui (ESP)      | 61.               |
| 133               | Imanol Erviti (ESP)       | 99.               |
| 134               | Iván García Cortina (ESP) | 16.               |
| 135               | Mathias Norsgaard (DEN)   | 71.               |
| 136               | Johan Jacobs (SUI)        | 104.              |
| 137               | Lluís Mas (ESP)           | 46.               |

| BikeExchange-Jayco BEX | BikeExchange-Jayco BEX    | BikeExchange-Jayco BEX |
| ---------------------- | ------------------------- | ---------------------- |
| Nr.                    | Rytter                    | Placering              |
| 141                    | Luke Durbridge (AUS)      | 95.                    |
| 142                    | Lawson Craddock (USA)     | DNS                    |
| 143                    | Luka Mezgec (SLO)         | 63.                    |
| 144                    | Alexander Edmondson (AUS) | 26.                    |
| 145                    | Alexander Konysjev (ITA)  | 110.                   |
| 146                    | Kelland O'Brien (AUS)     | DNF                    |
| 147                    | Campbell Stewart (NZL)    | DNF                    |

| Team DSM DSM | Team DSM DSM               | Team DSM DSM |
| ------------ | -------------------------- | ------------ |
| Nr.          | Rytter                     | Placering    |
| 151          | John Degenkolb (GER)       | 32.          |
| 152          | Niklas Märkl (GER)         | 93.          |
| 153          | Nikias Arndt (GER)         | 47.          |
| 154          | Leon Heinschke (GER)       | DNF          |
| 155          | Søren Kragh Andersen (DEN) | DNF          |
| 156          | Joris Nieuwenhuis (NED)    | 22.          |
| 157          | Kevin Vermaerke (USA)      | DNF          |

| Trek-Segafredo TFS | Trek-Segafredo TFS   | Trek-Segafredo TFS |
| ------------------ | -------------------- | ------------------ |
| Nr.                | Rytter               | Placering          |
| 161                | Jasper Stuyven (BEL) | 15.                |
| 162                | Edward Theuns (BEL)  | 59.                |
| 163                | Mads Pedersen (DEN)  | 24.                |
| 164                | Quinn Simmons (USA)  | DNF                |
| 165                | Alex Kirsch (LUX)    | 55.                |
| 166                | Daan Hoole (NED)     | DNF                |
| 167                | Otto Vergaerde (BEL) | 60.                |

| UAE Team Emirates UAD | UAE Team Emirates UAD      | UAE Team Emirates UAD |
| --------------------- | -------------------------- | --------------------- |
| Nr.                   | Rytter                     | Placering             |
| 171                   | Pascal Ackermann (GER)     | DNF                   |
| 172                   | Rui Oliveira (POR)         | 49.                   |
| 173                   | Mikkel Bjerg (DEN)         | 43.                   |
| 174                   | Alexys Brunel (FRA)        | DNF                   |
| 175                   | Felix Groß (GER)           | DNF                   |
| 176                   | Oliviero Troia (ITA)       | DNF                   |
| 177                   | Vegard Stake Laengen (NOR) | 100.                  |

| Alpecin-Fenix AFC | Alpecin-Fenix AFC               | Alpecin-Fenix AFC |
| ----------------- | ------------------------------- | ----------------- |
| Nr.               | Rytter                          | Placering         |
| 181               | Dries De Bondt (BEL)            | 19.               |
| 182               | Silvan Dillier (SUI) (landevej) | 50.               |
| 183               | Michael Gogl (AUT)              | 14.               |
| 184               | Gianni Vermeersch (BEL)         | 29.               |
| 185               | Tobias Bayer (AUT)              | DNF               |
| 186               | Scott Thwaites (GBR)            | 96.               |
| 187               | Edward Planckaert (BEL)         | DNF               |

| TotalEnergies TEN | TotalEnergies TEN            | TotalEnergies TEN |
| ----------------- | ---------------------------- | ----------------- |
| Nr.               | Rytter                       | Placering         |
| 191               | Peter Sagan (SVK) (landevej) | 68.               |
| 192               | Maciej Bodnar (POL)          | DNF               |
| 193               | Daniel Oss (ITA)             | 39.               |
| 194               | Edvald Boasson Hagen (NOR)   | DNF               |
| 195               | Niki Terpstra (NED)          | DNF               |
| 196               | Anthony Turgis (FRA)         | 13.               |
| 197               | Dries Van Gestel (BEL)       | 56.               |

| B&B Hotels-KTM BBK | B&B Hotels-KTM BBK     | B&B Hotels-KTM BBK |
| ------------------ | ---------------------- | ------------------ |
| Nr.                | Rytter                 | Placering          |
| 201                | Jens Debusschere (BEL) | DNF                |
| 202                | Alexis Gougeard (FRA)  | DNF                |
| 203                | Quentin Jauregui (FRA) | 87.                |
| 204                | Victor Koretzky (FRA)  | 41.                |
| 205                | Julien Morice (FRA)    | DNF                |
| 206                | Cyril Lemoine (FRA)    | DNF                |
| 207                | Jordi Warlop (BEL)     | DNF                |

| Bardiani CSF Faizanè BCF | Bardiani CSF Faizanè BCF | Bardiani CSF Faizanè BCF |
| ------------------------ | ------------------------ | ------------------------ |
| Nr.                      | Rytter                   | Placering                |
| 211                      | Luca Colnaghi (ITA)      | DNF                      |
| 212                      | Filippo Fiorelli (ITA)   | DNF                      |
| 213                      | Enrico Battaglin (ITA)   | DNF                      |
| 214                      | Sacha Modolo (ITA)       | DNF                      |
| 215                      | Alessandro Tonelli (ITA) | 98.                      |
| 216                      | Enrico Zanoncello (ITA)  | DNF                      |
| 217                      | Davide Gabburo (ITA)     | 82.                      |

| Bingoal Pauwels Sauces WB BWB | Bingoal Pauwels Sauces WB BWB | Bingoal Pauwels Sauces WB BWB |
| ----------------------------- | ----------------------------- | ----------------------------- |
| Nr.                           | Rytter                        | Placering                     |
| 221                           | Karl Patrick Lauk (EST)       | DNF                           |
| 222                           | Mathijs Paasschens (NED)      | 108.                          |
| 223                           | Arjen Livyns (BEL)            | 34.                           |
| 224                           | Dimitri Peyskens (BEL)        | 83.                           |
| 225                           | Ludovic Robeet (BEL)          | DNF                           |
| 226                           | Laurenz Rex (BEL)             | 103.                          |
| 227                           | Tom Wirtgen (LUX)             | 74.                           |

| Sport Vlaanderen-Baloise SVB | Sport Vlaanderen-Baloise SVB | Sport Vlaanderen-Baloise SVB |
| ---------------------------- | ---------------------------- | ---------------------------- |
| Nr.                          | Rytter                       | Placering                    |
| 231                          | Jenno Berckmoes (BEL)        | DNF                          |
| 232                          | Sander De Pestel (BEL)       | DNF                          |
| 233                          | Lindsay De Vylder (BEL)      | 40.                          |
| 234                          | Julian Mertens (BEL)         | 52.                          |
| 235                          | Aaron Van Poucke (BEL)       | 94.                          |
| 236                          | Ward Vanhoof (BEL)           | 107.                         |
| 237                          | Aaron Verwilst (BEL)         | 91.                          |

| Uno-X Pro Cycling Team UXT | Uno-X Pro Cycling Team UXT   | Uno-X Pro Cycling Team UXT |
| -------------------------- | ---------------------------- | -------------------------- |
| Nr.                        | Rytter                       | Placering                  |
| 241                        | Lasse Norman Leth (DEN)      | 70.                        |
| 242                        | Erik Nordsæter Resell (NOR)  | 48.                        |
| 243                        | Niklas Larsen (DEN)          | DNF                        |
| 244                        | Lars Saugstad (NOR)          | DNF                        |
| 245                        | Anders Skaarseth (NOR)       | 80.                        |
| 246                        | Rasmus Tiller (NOR)          | 11.                        |
| 247                        | Martin Bugge Urianstad (NOR) | 92.                        |